# Ailatesjaure
Ailatesjaure är en sjö i Sorsele kommun i Lappland och ingår i Umeälvens huvudavrinningsområde. Sjön har en area på 0,135 kvadratkilometer och ligger 913,3 meter över havet. Ailatesjaure ligger i Vindelfjällen Natura 2000-område.

## Delavrinningsområde
Ailatesjaure ingår i det delavrinningsområde (733256-151877) som SMHI kallar för Mynnar i Vindelälven. Medelhöjden är 878 meter över havet och ytan är 18,03 kvadratkilometer. Räknas de 2 avrinningsområdena uppströms in blir den ackumulerade arean 31,66 kvadratkilometer. Guoletsbäcken som avvattnar avrinningsområdet har biflödesordning 3, vilket innebär att vattnet flödar genom totalt 3 vattendrag innan det når havet efter 416 kilometer. Avrinningsområdet består mestadels av skog (13 procent) och kalfjäll (86 procent). Avrinningsområdet har 0,14 kvadratkilometer vattenytor vilket ger det en sjöprocent på 0,7 procent.